# Faixa escondida
No campo da gravação de músicas, uma hidden track, ou secret track (em português: faixa escondida e faixa secreta respectivamente) é uma parte de uma canção, que foi colocada em um CD, fita cassete, LP ou qualquer outro tipo de gravação, de modo que não possa ser detectada por ouvintes comuns. Às vezes, essa canção está junto com a última faixa. Em outros casos, a parte da canção pode ter sido simplesmente tirada da lista de faixas, ou também podem ser usados métodos mais elaborados. Em alguns casos raros uma hidden track é na verdade o resultado de um erro que ocorreu durante o estágio de masterização na produção da gravação.